# Partido de Todos os Povos da Nigéria
O Partido de Todos os Povos da Nigéria (em inglês: All Nigeria Peoples Party), também conhecido pelo acrônimo ANPP, foi um partido político conservador da Nigéria, fundado em 1998 e dissolvido em 2013 quando decidiu por fundir-se com os partidos Congresso Ação da Nigéria (ACN) e Congresso para a Mudança Progressista (CPC) para formar o atual Congresso de Todos os Progressistas (APC), um dos partidos políticos majoritários do país no atual período da Quarta República.
O atual presidente da Nigéria Muhammad Buhari já foi filiado ao ANPP, partido por onde disputou as eleições presidenciais de 2003 e 2007, tendo saído derrotado em ambos os pleitos pelos candidatos do então governista Partido Democrático do Povo (PDP), embora tenha terminado ambas as disputas na 2ª colocação.

## Ideologia política
O ANPP ficou conhecido nacionalmente por defender enfaticamente pautas sociais mais conservadoras, tendo sido eficaz em representar politicamente os valores e os interesses da parcela mais religiosa da população nigeriana, principalmente da população muçulmana dos estados do norte do país, região onde o partido sempre obteve significativos índices de apoio eleitoral.

## Resultados eleitorais

### Eleições presidenciais
| Eleição | Candidato        | Votos válidos | %      | Posição | Situação   |
| ------- | ---------------- | ------------- | ------ | ------- | ---------- |
| 1999    | Olu Falae        | 11 110 287    | 37,22% | 2.º     | Não eleito |
| 2003    | Muhammad Buhari  | 12 710 022    | 32,19% | 2.º     | Não eleito |
| 2007    | Muhammad Buhari  | 6 605 299     | 18,66% | 2.º     | Não eleito |
| 2011    | Ibrahim Shekarau | 917 012       | 2,40%  | 4.º     | Não eleito |

### Eleições legislativas
| Eleição | Senado da Nigéria     | Senado da Nigéria     | Senado da Nigéria | Senado da Nigéria | Câmara dos Representantes | Câmara dos Representantes | Câmara dos Representantes | Câmara dos Representantes |
| Eleição | Votos válidos         | %                     | Assentos          | +/-               | Votos válidos             | %                         | Assentos                  | +/-                       |
| ------- | --------------------- | --------------------- | ----------------- | ----------------- | ------------------------- | ------------------------- | ------------------------- | ------------------------- |
| 1999    | Não disputou          | Não disputou          | 0 / 109           | Novo              | Não disputou              | Não disputou              | 0 / 360                   | Novo                      |
| 2003    | 8 091 783             | 27,87%                | 27 / 109          | 27                | 8 021 531                 | 27,44%                    | 96 / 360                  | 96                        |
| 2007    | Dados não encontrados | Dados não encontrados | 16 / 109          | 11                | Dados não encontrados     | Dados não encontrados     | 62 / 360                  | 34                        |
| 2011    | 2 900 306             | 10,16%                | 7 / 109           | 9                 | 2 900 306                 | 10,16%                    | 28 / 360                  | 34                        |